# Astragalus purdomii
Astragalus purdomii är en ärtväxtart som beskrevs av George Simpson. Astragalus purdomii ingår i släktet vedlar, och familjen ärtväxter. Inga underarter finns listade i Catalogue of Life.